# Coppa Italia di Serie A2 2008-2009 (pallavolo maschile)
La Coppa Italia di Serie A2 di pallavolo maschile 2008-2009 si è svolta dal 14 gennaio al 1º febbraio 2009: al torneo hanno partecipato 8 squadre di club italiane e la vittoria finale è andata per la prima volta alla Top Volley.

## Regolamento
Le squadre hanno disputato quarti di finale, con gare di andata e ritorno, semifinali e finale.

## Torneo

### Tabellone
|  | Quarti | Quarti            | Quarti | Quarti |  |   | Semifinali       | Semifinali        | Semifinali |  |   | Finale            | Finale           | Finale |
|  |        |                   |        |        |  |   |                  |                   |            |  |   |                   |                  |        |
|  | 7      | Zinella Bologna   | 2      | 2      |  |   |                  |                   |            |  |   |                   |                  |        |
|  | 7      | Zinella Bologna   | 2      | 2      |  |   |                  |                   |            |  |   |                   |                  |        |
|  | 2      | Lupi Santa Croce  | 3      | 3      |  |   |                  |                   |            |  |   |                   |                  |        |
|  | 2      | Lupi Santa Croce  | 3      | 3      |  | 2 | Lupi Santa Croce | 1                 |            |  |   |                   |                  |        |
|  |        |                   |        |        |  | 2 | Lupi Santa Croce | 1                 |            |  |   |                   |                  |        |
|  |        |                   |        |        |  |   | 3                | Top Volley Latina | 3          |  |   |                   |                  |        |
|  | 6      | La Fenice Isernia | 1      | 1      |  |   | 3                | Top Volley Latina | 3          |  |   |                   |                  |        |
|  | 6      | La Fenice Isernia | 1      | 1      |  |   |                  |                   |            |  |   |                   |                  |        |
|  | 3      | Top Volley Latina | 3      | 3      |  |   |                  |                   |            |  |   |                   |                  |        |
|  | 3      | Top Volley Latina | 3      | 3      |  |   |                  |                   |            |  | 3 | Top Volley Latina | 3                |        |
|  |        |                   |        |        |  |   |                  |                   |            |  | 3 | Top Volley Latina | 3                |        |
|  |        |                   |        |        |  |   |                  |                   |            |  |   | 5                 | Gioia del Volley | 1      |
|  | 5      | Gioia del Volley  | 3      | 115    |  |   |                  |                   |            |  |   | 5                 | Gioia del Volley | 1      |
|  | 5      | Gioia del Volley  | 3      | 115    |  |   |                  |                   |            |  |   |                   |                  |        |
|  | 4      | Loreto            | 0      | 311    |  |   |                  |                   |            |  |   |                   |                  |        |
|  | 4      | Loreto            | 0      | 311    |  | 5 | Gioia del Volley | 3                 |            |  |   |                   |                  |        |
|  |        |                   |        |        |  | 5 | Gioia del Volley | 3                 |            |  |   |                   |                  |        |
|  |        |                   |        |        |  |   | 8                | M. Roma           | 2          |  |   |                   |                  |        |
|  | 8      | M. Roma           | 3      | 015    |  |   | 8                | M. Roma           | 2          |  |   |                   |                  |        |
|  | 8      | M. Roma           | 3      | 015    |  |   |                  |                   |            |  |   |                   |                  |        |
|  | 1      | Bassano           | 1      | 37     |  |   |                  |                   |            |  |   |                   |                  |        |
|  | 1      | Bassano           | 1      | 37     |  |   |                  |                   |            |  |   |                   |                  |        |

### Risultati

#### Quarti di finale

##### Andata
| 15 gennaio 2009 - ore 20:30 Palazzetto dello Sport, Roma            | M. Roma           | 3 - 1 | Bassano           | 25-18, 35-37, 25-22, 25-13        |
| 14 gennaio 2009 - ore 20:30 PalaSavena, San Lazzaro di Savena       | Zinella Bologna   | 2 - 3 | Lupi Santa Croce  | 18-25, 25-22, 25-23, 22-25, 13-15 |
| 14 gennaio 2009 - ore 20:30 PalaFraraccio, Isernia                  | La Fenice Isernia | 1 - 3 | Top Volley Latina | 22-25, 25-23, 23-25, 20-25        |
| 14 gennaio 2009 - ore 20:30 Palazzetto dello Sport, Gioia del Colle | Gioia del Volley  | 3 - 0 | Loreto            | 25-21, 25-20, 25-18               |

##### Ritorno
| 21 gennaio 2009 - ore 20:30 PalaBassano, Bassano del Grappa    | Bassano           | 3 - 0 | M. Roma           | 25-21, 25-19, 25-18 Golden set: 7-15         |
| 21 gennaio 2009 - ore 20:30 PalaParenti, Santa Croce sull'Arno | Lupi Santa Croce  | 3 - 2 | Zinella Bologna   | 23-25, 25-23, 23-25, 25-19, 15-10            |
| 21 gennaio 2009 - ore 20:30 PalaBianchini, Latina              | Top Volley Latina | 3 - 1 | La Fenice Isernia | 21-25, 25-19, 25-20, 25-13                   |
| 21 gennaio 2009 - ore 20:30 PalaSerenelli, Loreto              | Loreto            | 3 - 1 | Gioia del Volley  | 20-25, 25-19, 25-23, 25-21 Golden set: 11-15 |

#### Semifinali
| 27 gennaio 2009 - ore 20:30 PalaBAM, Mantova | Gioia del Volley | 3 - 2 | M. Roma           | 17-25, 18-25, 25-22, 25-18, 15-13 |
| 27 gennaio 2009 - ore 18:00 PalaBAM, Mantova | Lupi Santa Croce | 1 - 3 | Top Volley Latina | 15-25, 20-25, 25-16, 16-25        |

#### Finale
| 1º febbraio 2009 - ore 16:00 PalaGalassi, Forlì | Top Volley Latina | 3 - 1 | Gioia del Volley | 25-23, 25-18, 24-26, 33-31 |